# Красне (Брасовський район)
Красне (рос. Красное) — селище у Брасовському районі Брянської області Росії. Входить до складу муніципального утворення Дубровское сільське поселення.
Населення — 299 осіб.
Розташоване за 11 км на північний схід від села Дубровка, за 6 км на північний захід від села Добрик.
Є відділення зв'язку, сільська бібліотека.

## Історія
Розташоване на території Сіверщини.
До 1852 року на цьому місці знаходилося село Петрилове, а після перенесення Петрилова на нинішнє його місце — Олександрівський хутір, володіння Апраксиних (з 1880-х рр. — князів Романових) з винокурним заводом (належало до парафії села Литовня). У 1920-их роках на його базі утворився радгосп «Червоний Гігант» (Красный Гигант, звідси сучасна назва).
До 1975 року входило до складу Калошичівської сільради, у 1975—2005 рр. — центр Краснинської сільради.
В кінці XIX століття поблизу Олександрівського хутора були виявлені залишки поселення древніх кочових племен (II тисячоліття до н. е.).

## Населення
За найновішими даними, населення — 299 осіб (2013).
У минулому чисельність мешканців була такою:
| Роки      | 1866 | 1926 | 1979 | 1989 | 2002 | 2010 |
| --------- | ---- | ---- | ---- | ---- | ---- | ---- |
| Населення | 17   | 64   | 525  | 497  | 465  | 348  |